# Agrotis subterranea
Agrotis subterranea (Engels: Granulate Cutworm) is een nachtvlinder uit de familie van de uilen, de Noctuidae.
De soort komt voor in het Nearctisch en Neotropisch gebied. De spanwijdte bedraagt 38 tot 44 millimeter. De rups heeft een lengte tot 38 millimeter. De rups is polyfaag en kan zich tot plaag ontwikkelen in diverse landbouwgewassen.